# Mick Thomson
Pour les articles homonymes, voir Thomson.
Mick Thomson, de son vrai nom Michael Gordon Thomson (né le 3 novembre 1973 dans la ville de Des Moines (Iowa, États-Unis) est le guitariste principal du groupe de metal Slipknot. Son surnom est "Log" et sa devise est : " Si tu n'as pas de problème avec moi je n'en ai pas avec toi."

## Biographie
Mick achète sa première guitare à l'âge de 10 ans, c'est une Hohner de couleur sunburst. Mick a fait partie de plusieurs groupes dès l'âge de 16 ans. Ses projets (avec notamment Body Pit de 1993 à 1995) ne se sont jamais vraiment concrétisés et il préféra retourner s'occuper de son magasin de guitares et donner des cours. 
En 1996, Paul Gray l'appela un jour pour qu'il remplace Donnie Steele au poste de guitariste pour le groupe nouvellement créé Slipknot. Mick accepta tout de suite, s'ennuyant terriblement à cette époque. Il n'a pas quitté son poste et son numéro 7 depuis ce jour. 
Mick s'est inspiré des masques des gardiens de hockey pour son masque, et rend par la même occasion hommage à Jason Voorhees, tueur de la série de films Vendredi 13, qui en porte un similaire. Il en possède 4 : un en métal et les 3 autres en cuir (vert, noir et jaune qui sont troués au niveau du nez pour le laisser respirer). Il mesure 1,94 m.

## Faits divers
Le 11 mars 2015, le guitariste a eu une violente altercation avec son frère, alors qu'ils étaient ivres. Mick Thomson reçoit un coup de couteau dans le bas du crâne selon la police locale. Après la bagarre, qui s'est déroulée dans la ville de Clive, Mick Thomson a été conduit dans un hôpital voisin.

## Équipement
Mick a pour habitude de jouer sur des guitares Ibanez, la marque a réalisé des modèles à son nom la MTM10 ou la MTM100 toutes sont équipées de micros actif Seymour Duncan Blackout EMTY, d'une tête renversée, d'un chevalet fixe edge pro III et elles sont sans repère juste le mot "HATE" ou "SEVEN" sur les premières cases du manche. Il utilise depuis 2016 des guitares de la marque Jackson et possède son modèle signature issu de la série Soloist reprenant les spécifications de ses anciennes Ibanez. En 2023, il s'associe avec ESP. 
- Ovation modèle signature « Mt 37-5 »
- B.C. Rich modèle signature « Hate » Warlock
- Ibanez (anciennes : Custom RGT2020, Custom S1625) MTM1.
- Préampli Marshall JMP1
- Boss GX 700 pour les effets
- Ampli Rivera KR-7 Signature Mick Thomson
- Mesa Boogie Simulclass 2:90 Power Amp
- Jackson Custom (utilisée pour l'enregistrement de « Slipknot »)
- Guitare PRS Verte (utilisée en live et pour « Mate Feed Kill Repeat »)
- Ibanez RG 470 / RG 70 (utilisée en live en 1999 et 2000)
- BC Rich Warlock - Mick Thomson Signature Series (utilisée pour l'enregistrement « Iowa » et en live en 2000 et 2001)
- BC Rich Bich "Hate" Signature
- Préampli Marshall JMP1
- Ampli Carvin 400 Watts
- Seymour Duncan Blackouts EMTY (chevalet et manche)

## Sources
- http://slipknot.sknot.com
- Matériel utilisé